# Hochzeits-Maler

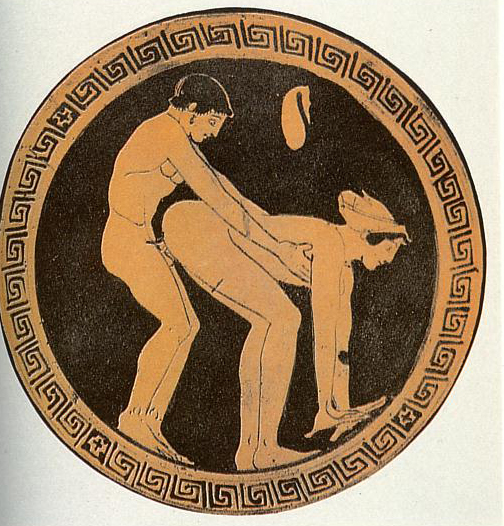
Ein Mann und eine Hetäre (an der Wand hängt eine Geldbörse, die den Charakter dieser Darstellung beschreiben soll) beim Geschlechtsverkehr; Innenbild einer rotfigurigen Trinkschale des Hochzeits-Malers; ehem. Privatbesitz, München (um 480–470 v. Chr.)

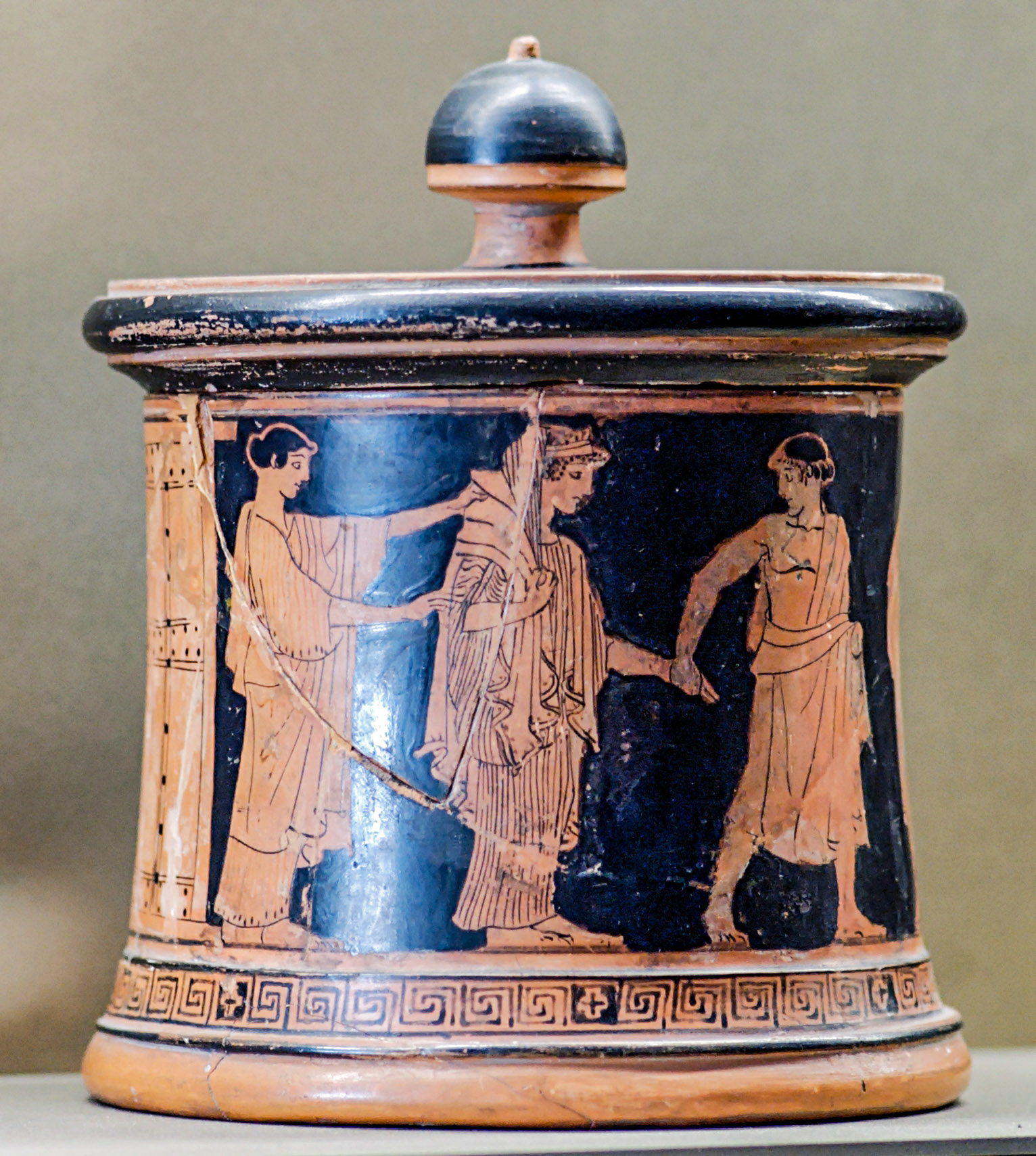
Namenvase (Pyxis) um 470/460 v. Chr., Louvre L 55

Hochzeits-Maler (Wedding Painter) ist der Notname eines attischen Vasenmalers des rotfigurigen Stils. Benannt ist er nach der „Pyxis L  55“ im Pariser Louvre, die die Hochzeit von Peleus und Thetis zeigt. Seine Werke werden in die Zeit von 480 bis 460 v. Chr. datiert.

## Werke
- Athen, Nationalmuseum 
 Krater 1388 • Pyxis 14908
- Barcelona, Museo Arqueologico 
 Fragment einer Schale 584 • Fragment eines Schalenständers 4339
- Berkeley, University of California, Robert H. Lowie Museum 
 Schale 924 A
- Berlin, Antikensammlung 
 Randschale F 2547
- Bologna, Museo Civico Archeologico 
 Fragment einer Schale 373 • Schale 374
- Bonn, Akademisches Kunstmuseum 
 Schale 144 A
- Boston, Museum of Fine Arts 
 Glockenkrater 95.26
- Chiusi, Museo Archeologico Nazionale 
 Schale 1845
- Compiegne, Musee Vivenel 
 Schale 1090 • Schale 1104
- Ferrara, Museo Nazionale di Spina 
 Skyphos T >441
- Florenz, Museo Archeologico Etrusco 
 Fragment einer Schale 11 B 10 • Fragment einer Schale 17 B 7 • Fragment einer Schale 20 B 11 • Fragment einer Schale PD 28 • Fragment einer Schale PD 172 • Fragment einer Schale PD 289 • Fragment einer Schale PD 563 • Fragment einer Schale
- Freiburg, Albert-Ludwigs-Universität 
 Fragment einer Schale
- London, British Museum 
 Hydria E 226
- ehemals München, Sammlung Paul Arndt 
 Schale
- ehemals New Haven, Clairmont 
 Pyxis
- New York, Metropolitan Museum 
 Pyxis 39.11.8
- Padula, Museo Archeologico della Lucania Occidentale nella Certosa di Padula 
 Fragment eines Schalenständers
- Paris, Musée National du Louvre 
 Schale CP 10952 • Fragment einer Schale CP 11605 • Fragment einer Schale CP 11606 • Fragment einer Schale CP 11607 • Fragment einer Schale CP 11608 • Fragment einer Schale CP 11609 • Fragment einer Schale CP 11610 • Fragment einer Schale CP 11611 • Schale G 269 • Schale G 630 • Pyxis L 55
- Prag, Karls-Universität 
 Lekythos 22.62
- Reggio Calabria, Museo Nazionale 
 2 Fragmente von Schalen • Fragment eines Skyphos
- Saloniki, Archäologisches Museum 
 Fragment eines Kantharos 34.157
- Kunsthistorisches Museum Wien 
 Glockenkrater 1771 • Schale 2150
- Winchester, College Museum 
 Schale 71